# 瑪莉·盧·雷頓
瑪莉·盧·雷頓（英語：Mary Lou Retton，1968年1月24日—），美國女子競技體操選手。曾在1984年，16歲時代表美國獲得洛杉磯奧運的女子體操全能金牌。以美國女子第一人打破東歐選手稱霸體操比賽知名。

## 生平
雷頓出生於一個義大利移民家庭，住在美國西維吉尼亞州的費爾蒙市，家族的姓原為「Rotunda」雷頓的父親經營礦場的運輸事業。她就讀於費爾蒙高中，但並未畢業。

### 體操生涯

身材嬌小的雷頓在奧運與當年美國總統雷根合影

雷頓住在費爾蒙市時，在電視上看到羅馬尼亞女子體操選手納迪婭·科馬內奇表演而大受啟發，開始學習女子競技體操。她最早的教練是蓋瑞·雷洛斯基（Gary Rafaloski）。接著她移居休士頓，在纳迪娅原教練，當時甫從羅馬尼亞投奔美國的貝拉·卡羅利（Béla Károlyi）與瑪塔·卡羅利（Márta Károlyi）下受訓。教練貝拉對雷頓的體操學習和經驗技巧影響甚巨，由於他的指導，1983年雷頓在女子體操比賽鋒芒始露，雖然當年世界競技體操錦標賽比賽期間時，雷頓因手腕受傷無法參加，但接著在美國盃體操比賽（American Cup），第一次參加就將當時全美冠軍戴安娜·德倫（Dianne Durham）擠下，以大黑馬新秀冠軍贏得注目。接著1983與1984年，美國經典盃體操比賽（American Classic）都取得獎項，且1983年日本中日盃體操比賽（Chunichi Cup）也取得獎項。
1984年贏得美國盃體操比賽第二次冠軍，與美國奧林匹克入圍賽冠軍之後，雷頓在休士頓當地體操館進行自由體操項目表演時，膝蓋不慎扭傷，表演後因膝蓋無法活動被迫坐著替觀眾簽名，隨後就進行了手術。幸而在當年奧林匹克運動會之前，雷頓康復了，得以順利代表美國參加她的第一次奧林匹克運動會。雷頓是在唸高二的時候，參加洛杉磯奧林匹克運動會競技體操比賽。因賽後許多發展事業的機會，故未完成高中學業。
當時女子競技體操皆為東歐選手稱霸的局面，理所當然的，雷頓最大的勁敵為羅馬尼亞女子選手埃卡特林娜·薩博（Ecaterina Szabó），兩者的分數與動作難度都非常接近，唯一差異在於薩博大雷頓一歲，參加過世界體操錦標賽，已有全能體操冠軍頭銜，經驗豐富許多。比賽中，薩博與雷頓在平衡木和高低槓都表現優秀，分數不相上下，兩人僅靠自由體操與鞍馬分出勝負，最終雷頓在自由體操取得了滿分十分，並以鞍馬的出色滿分十分表現，累積總分多出0.05分險勝薩博，取得美國參與奧林匹克女子體操運動以來，第一個全能冠軍。
除了全能冠軍之外，雷頓也獲得了鞍馬銀牌，自由體操和平衡木的銅牌，當年的運動畫刊將她冠為年度女子運動員，且將她與當年400公尺跨欄冠軍愛德溫·摩西（Edwin Moses）一起登在封面。惠氏公司（Wheaties）更將她印在每一個早餐穀片包裝盒上，且簽下雷頓為喜瑞爾營養穀品的宣傳代言人。

### 後期發展
雷頓在奧運之後進入德州大學奧斯丁分校就讀。
身為虔誠保守的浸信會與基督教教徒，雷頓成為了美國共和黨人物，也是當年美國雷根政府直言不諱的支持者。且出現在支持雷根競選的各個電視廣告當中。2004年共和黨全國代表大會上，雷頓與1996年奧運著名女子體操運動員凱里·斯特魯格（Kerri Strug）同時正式宣告效忠美國共和黨。
費爾蒙市在奧運後，以雷頓的名字，重新命名了市中的一條道路與一個公園。1985年，雷頓再次贏得美國盃體操冠軍，成為前無僅有的三冠王，並同時宣佈退休。1990年代，雷頓也代言了美國連鎖藥局品牌Recvo，且在1992年入選了全美義籍運動員名人堂。1993年美聯社進行體育知名度市場研究，資料顯示雷頓與另一位奧運花式滑冰冠軍桃樂絲·漢彌爾（Dorothy Hamill）同列全美最受歡迎運動員首席。1997年，雷頓進入國際體操名人堂。
如今，雷頓是美國廣為人知，代言許多商業品牌的著名女性運動員，最令人印象深刻的恐怕就是第一位出現在早餐穀片盒上的真實女性。雷頓目前依然出現在許多重要體操比賽，擔任電視轉播的客場分析與報導。

### 傳媒經歷
雷頓以甜美的笑容和活力四射的熱情，贏得不少電影，電視演出客串主持的機會。1985年，雷頓就曾在兩個喜劇電影中客串演出自己，分別是《回到過去》（Scrooged）與《脫線總動員》（Naked Gun 33⅓: The Final Insult）。
1985年，雷頓在ABC頻道主持一個名為《FunFit》的節目，該節目為星期六早晨時段，結合卡通與五分鐘體操的表演。並同時兼售唱片與教學書籍。1993年雷頓出現在電視影集《海岸救生隊》中的「內有兒童」一集。2002年雷頓主持兒童電視節目《瑪莉盧拖鞋店》（Mary Lou's Flip Flop Shop）。此外，在福克斯的電視影集《歡樂合唱團》也客串過，雷頓飾演蘇老師（Sue Sylvester）遇過最厲害的對手。2011年夏天，雷頓出現在冰雪皇后乳品電視廣告裡，演出一個從彩色墨西哥泥馬玩具皮納塔掉下來的獎品。雷頓也是英倫地區的電音二人組Zero 7樂團歌曲《後空翻》中描述的主角。

## 自創動作
雷頓自創了高低槓動作，稱為「雷頓翻轉」（The Retton Flip），此動作為由低槓到高槓的前空翻，並接著坐在高槓上停留。由於後來高低槓動作規則改變，與高低槓之間的距離拉大，「雷度翻轉」再也沒有出現在任何高低槓比賽當中。雷頓翻轉的動作出現在影片中第13秒，慢動作分解出現在第43秒 （页面存档备份，存于）

## 轶事
雷頓出生時髖關節發育不良，青年時期因競技體操訓練，更加劇了髖關節惡化，最後不得不在30歲左右，進行左髖關節處的人工髖關節置換手術，雷頓也曾因膀胱處過度用力，而遭受失禁的困擾，此外她還患有關節炎與痔瘡。為此美國生邁公司（Biomet）和輝瑞藥廠提供她治療管道，也邀請雷頓作為品牌代言人。2008年10月，雷頓參觀了在印地安納州華沙市的生邁工廠，並當面向製作她人工髖關節的技師致謝。
雷頓在2009年前都住在德州休士頓。後來才隨家族回到西維吉尼亞州居住。

## 家庭
丈夫薛能·凱利是休士頓房地產銷售經理，目前在休斯頓浸會大學的體育部門工作。两人育有四女：長女薩拉（1995年出生），次女麥肯拉（1997年出生），三女史蓋拉（2000年出生）和么女艾瑪（2002年出生）

## 外部連結
- 官方網站 （页面存档备份，存于）
- Where Are They Now?: Mary Lou Retton Photos & Info （页面存档备份，存于）
- Mary Lou Retton在国际体操联合会的相关介绍
- Mary Lou Retton's U.S. Olympic Team bio （页面存档备份，存于）
- Mary Lou Retton在互联网电影资料库（IMDb）上的資料（英文）
- List of competitive results at Gymn Forum （页面存档备份，存于）
- 2007年人行道娛樂頻道（Sidewalks Entertainment）訪談 與教練貝拉一起回顧當年奪金的故事